# Прокоп Меланія Павлівна
Меланія Павлівна Прокоп (1930, Івано-Франківська область — ?) — українська радянська діячка, доярка колгоспу імені Радянської Конституції Обертинського району Івано-Франківської області. Депутат Верховної Ради СРСР 6-го скликання.

## Біографія
Народилася в селянській родині. Закінчила сільську початкову школу.
З 1948 року — ланкова колгоспу імені Радянської Конституції Обертинського району Станіславської області. Після закінчення зоотехнічної школи працювала зоотехніком колгоспу.
З 1954 року — доярка колгоспу імені Радянської Конституції Обертинського району Станіславської (Івано-Франківської) області.
Член КПРС з 1960 року.